# Ingon
Der Ingon oder Grand Ingon ist ein kleiner Fluss im Département Somme in der französischen Region Hauts-de-France. Er entspringt im Gemeindegebiet von Fonches-Fonchette, im Bois de la Bourie, mit drei Quellen, und durchfließt dann die Kantone Roye und Nesle in östlicher Richtung. Bei Nesle quert er den Canal du Nord, in den er schließlich nach insgesamt rund 12 Kilometern im Gemeindegebiet von Rouy-le-Petit mündet. 
Der Lauf des Ingon ist durchschnittlich zwischen 2 und 3 Meter breit, das durchschnittliche Gefälle beträgt 0,86 %.
Der Ingon hat nur einen nennenswerten Zufluss, den Petit Ingon, der bei Libermont im Département Oise entspringt, nach einem Lauf von 9,4 km in süd-nördlicher Richtung unterhalb von Nesle in den Ingon mündet und dessen Verlauf der Canal du Nord folgt.

## Orte am Fluss
(Reihenfolge in Fließrichtung)
- Curchy
- Étalon
- Herly
- Nesle
- Languevoisin, Gemeinde Languevoisin-Quiquery
- Rouy-le-Petit